# Hyalogyrina glabra
Hyalogyrina glabra är en snäckart som beskrevs av B.A. Marshall 1988. Hyalogyrina glabra ingår i släktet Hyalogyrina och familjen Hyalogyrinidae. Inga underarter finns listade i Catalogue of Life.